# تیزپا (فیلم ۲۰۰۸)
تیزپا (به انگلیسی: Bolt) نام پویانمایی محصول کمپانی والت دیزنی می‌باشد که به کارگردانی کریس ویلیامز و بایرون هاوارد ساخته شده‌است. از دیگر ساخته‌های این دو کارگردان می‌توان به گیسوکمند اشاره کرد.

## داستان
داستان انیمیشن دربارهٔ یک سگ سفید آمریکایی از نژاد شفرد (چوپان) به نام تیزپا (با صدای جان تراوولتا) است که صاحب او دختر بچه ای به نام پنی است، تیزپا بیشتر زندگی خودش را در یک سریال تلویزیونی در نقش یک سگ قهرمان بازی کرده‌است ولی بر اثر یک حادثه از گروه جدا شده و در خیابان‌های نیویورک سرگردان می‌شود. او به همراه یک گربه و یک همستر در جستجوی راه خانه است و در همین راه است که تیزپا متوجه می‌شود که او واقعاً یک قهرمان قدرتمند نیست تمامی صحنه‌ها ساختگی است و عملا درحال بازی‌ در یک صحنه فیلمبرداری بوده‌است و قادر به انجام دادن کارهای خارق‌العاده نیست و از خودش ناامید می‌شود اما با کمک دوستش راینو (همستر) به خودش اعتماد می‌کند و دوباره در جستجوی گربه می‌افتد و با نجات او از محل نگهداری حیوانات به دنبال تیزپا برای پیدا کردن پنی به هالیوود می‌روند اما تیزپا وقتی به آنجا می‌رسد پنی را در حال بازی کردن با سگ دیگری می‌بیند و با ناراحتی از آن جا برمیگردد اما گربه می‌داند که پنی تیزپا را دوست دارد می‌رود تا این را به تیزپا بگوید ولی او باور نمی‌کند. در همین حین، صحنه فیلمبرداری آتش می‌گیرد و پنی در صحنه فیلم‌برداری گرفتار می‌شود. تیزپا متوجه شده و به کمک پنی می‌رود و او را نجات می‌دهد.